# Onitis ezechias
Onitis ezechias là một loài bọ cánh cứng trong họ Bọ hung (Scarabaeidae).